# 三山凌輝
三山 凌輝（みやま りょうき、1999年4月26日 - ）は、日本の俳優・アーティスト。ダンス&ボーカルグループ・BE:FIRSTのメンバー・RYOKIとしても活動。

## 来歴
愛知県名古屋市出身。実家は花屋を営んでいる。3歳から小学校2年生までインターナショナル・スクールに通った。幼稚園の頃に、地元の名古屋でスカウトされた。また小学校6年生で事務所にスカウトされた。初めは全日制の高校に通っていたが、なかなか学校に行けなくなって、高1の後半から通信制に転校した。
2016年、俳優としてデビュー。映画『縁側ラヴァーズ』やテレビドラマ『ダメな私に恋してください』、2.5次元ダンスライブ『ツキウタ。』ステージなどに出演してキャリアを積む。
2021年、SKY-HI主催のボーイズグループ発掘オーディション『THE FIRST』に参加し、同番組から誕生したグループ・BE:FIRSTのメンバーに選ばれる。
2025年、内田英治監督の映画『誰よりもつよく抱きしめて』で映画初主演を果たす。

### 活動休止
2025年4月23日配信の『週刊文春 電子版』が、「BE:FIRST三山凌輝が"結婚詐欺"1億円を貢がせていた」と題して、過去に実業家兼YouTuberのRちゃんとの間で婚約をめぐるトラブルがあったと報じた。所属事務所のフラッシュアップエトワールとアーティストマネジメントを担っているBMSGは、法令に違反していることがないと連名で声明を出していたが、5月5日の『週刊文春 電子版』では新たに三山が女優と結婚すると報じられ、騒動が過熱した。三山は5月中旬に『週刊文春』の依頼を受け、事務所マネージャーと代理人弁護士の同席のもと、騒動後初となるインタビューに応じるなど対応したが、5月25日にフラッシュアップエトワール公式サイトにて同事務所から独立すること、BE:FIRST公式サイトにて7月5日のツアー最終公演をもってBE:FIRSTとしての活動を一時休止することが発表された。

## 逸話
- 大らかな性格の母親から教わったのは、人に好かれる、愛されることの大切さで、特に「人が嫌がることはするな。人を気遣える人間になれ」と厳しく言われて育った[3]。
- 自分の性格について、三山は「NHK連続テレビ小説『虎に翼』で演じた直明ほどの好青年ではないが、根が素直で正直なところや、正面から物事と向き合うところは似ているなと思う」と述べている[3]。
- 「言霊」を意識していて、今後やりたいことを含めて「自分はこういう人間で、こんなことを考えています」と、できるだけ口に出すようにしている[3]。
- 日常生活に困らない英語力を身につけている[3]。
- 趣味はカラオケ・音楽鑑賞・温泉巡り・サウナ。
- 特技は歌・ダンス・ラップ・英語・作詞作曲。
- 名古屋駅から歩いて数分の好立地にある約40坪ほどの土地の3分の2の所有権を三山が持っていたが、2024年にその土地を売却して大金を入手した[5]。三山の所属事務所は「当該不動産の相続および売却は三山の顧問税理士が適切に代行した」と発言している[5]。

## 出演

### テレビドラマ
- ダメな私に恋してください（2016年、TBS）
- 往生際の意味を知れ!（2023年3月8日 - 4月26日、毎日放送・TBS） - 榊田正史 役[14]
- 生理のおじさんとその娘（2023年3月24日、NHK総合） - 橘正樹 役[15]
- 連続テレビ小説 虎に翼 第41 - 129回（2024年5月27日 - 9月26日、NHK総合） - 猪爪直明 役[16]
- イグナイト -法の無法者-（2025年4月18日 - 6月27日、TBS） - 高井戸斗真 役[17]

### 映画
- レディ in ホワイト（2018年、太秦）
- 縁側ラヴァーズ（2019年、ユナイテッドエンタテインメント） - 多井幸雄 役
- 人狼ゲーム デスゲームの運営人（2020年、AMGエンタテインメント） - 滝快斗 役
- ハニーレモンソーダ（2021年、松竹）
- HiGH&LOW THE WORST X（2022年、松竹） - 天下井公平 役
- 岡野教授の高校協奏譚（2024年、MinyMixCreati部） - 伏見七哉 役[18]
- 誰よりもつよく抱きしめて（2025年2月7日、アークエンタテインメント） - 主演・水島良城 役[19][20][注 1]

### 舞台
- 2.5次元ダンスライブ「ツキウタ。」ステージ（2018年 - 2021年） - 神無月郁 役
- DYNAMIC CHORD the STAGE（2019年5月11日 - 15日、ヒューリックホール東京） - 檜山朔良 役
- 舞台 Bling Bling by Seventeen（2022年3月24 - 25日、新宿文化センター大ホール） - 陸斗 役[21]

### CM
- Amazonプライム・ビデオ（2017年）

### その他
- ファイティングイーグルス名古屋 アンバサダー（2023年）[1]

## 書籍

### 写真集
- 三山凌輝 1st写真集『Gaze』（2024年10月16日、主婦と生活社）[22]ISBN 978-4-3911-6333-9